# Loudest Love
Loudest Love – trzeci album EP grupy Soundgarden wydany w październiku 1990, pod patronatem wytwórni A&M Records.

## Opis płyty
Tracklista zawiera w sobie 3 utwory z albumu Louder Than Love, jednak zostały dodane dodatkowe utwory: cover "Come Together" zespołu The Beatles, "Heretic", piosenka, która znalazła się na kompilacji Deep Six w 1985 roku (jednak została nagrana ponownie, z Mattem Cameronem na perkusji), "Fresh deadly Roses", odrzut z Louder Than Love, oraz dubową wersje utworu "Big Dumb Sex". EP po raz pierwszy pojawiło się w Japonii, a dopiero później w Stanach Zjednoczonych.

## Lista utworów
1. "Loud Love" (tekst&muzyka: Chris Cornell) - 4:57 z albumu Louder Than Love
2. "Hands All Over" (tekst: Cornell, muzyka: Kim Thayil) - 6:00 z albumu Louder Than Love
3. "Get On The Snake" (tekst: Cornell, muzyka: Thayil) - 3:44 z albumu Louder Than Love
4. "Heretic" (tekst: Hiro Yamamoto, muzyka: Thayil) - 3:48 oryginalna wersja pochodzi z kompilacji Deep Six. Jednak, utwór został ponownie nagrany z Mattem Cameronem na perkusji i umieszczony na singlu Hands All Over
5. "Come Together" (The Beatles) - 5:52 cover The Beatles, umieszczony na singlu Hands All Over
6. "Fresh Deadly Roses" (tekst&muzyka: Cornell) - 4:53 z singla Loud Love
7. "Big Dumb Sex" (Dub Version) (tekst&muzyka: Cornell) - 6:06 z singla Loud Love

## Twórcy
Soundgarden
- Matt Cameron – perkusja
- Chris Cornell – wokal, gitara
- Jason Everman – gitara basowa w utworze Come Together
- Kim Thayil – gitara
- Hiro Yamamoto – gitara basowa

Produkcja
- Terry Date, Jack Endino, Soundgarden – produkcja, inżynieria dźwięku